# Hypoxis stellipilis
Hypoxis stellipilis är en enhjärtbladig växtart som beskrevs av Ker Gawl. Hypoxis stellipilis ingår i släktet Hypoxis och familjen Hypoxidaceae. Inga underarter finns listade i Catalogue of Life.